# Caerulea coelestis
Caerulea coelestis är en fjärilsart som beskrevs av Alphéraky 1897. Caerulea coelestis ingår i släktet Caerulea och familjen juvelvingar. Inga underarter finns listade i Catalogue of Life.